# Voiteg
Voiteg es una comuna ubicada en el distrito de Timiș, Rumania.

## Superficie
Posee una superficie de 69,62 kilómetros cuadrados.

## Demografía
Hasta 2021 la población era de 2309 habitantes, con una densidad de población de 33,17 habitantes por kilómetro cuadrado.